# Mahsa Mohebali
Mahsa Mohebali (persiano: مهسا محب علی; Teheran, 12 agosto 1972) è una scrittrice, sceneggiatrice e critica letteraria iraniana.
Si è laureata in discipline della musica presso l'Università di Teheran e negli anni ottanta ha frequentato i corsi di scrittura di Reza Baraheni. Nel 2009 ha vinto il Premio Golshiri per il romanzo Non ti preoccupare (persiano: نگران نباش) e nel 2013 ha partecipato all'International Writing Program dell'Università dell'Iowa negli Stati Uniti.
Vive a Teheran.

## Opere
- La voce (صدا Sedā), Khiyam Publications, 1997.
- La maledizione grigia (نفرین خاکستری Nefrin-e khākestari), Ofoq Publishing, 2002.
- L'amore a piè di pagina (عاشقیت در پاورقی 'Āšeqiyat dar pāvaraqi), Cheshmeh Publishing, 2004.
- Non ti preoccupare (نگران نباش Negarān nabāš), Cheshmeh Publishing, 2008 (traduzione italiana di G. Longhi, Ponte33, 2015).
- Tehran Girl (وای خواهیم ساد Vãy khāhim sād), Zaryab Publishing, 2016. (traduzione italiana di G. Longhi, Bompiani 2020).